# 盧卡斯 (密蘇里州)
盧卡斯（英語：Lucas）是位於美國密蘇里州亨利縣的非建制地區。

## 歷史
盧卡斯的郵局於1852年設立，其後於1901年停運。

## 地理
盧卡斯所處的海拔為高於海平面235米（即771英呎），而該地所採用的時區為UTC-6，即北美中部時區（CST）。同時該地設有夏令時間，為UTC-6調快一小時，即UTC-5（CDT）。